# Поиск подстроки
Поиск подстроки в строке — одна из простейших задач поиска информации. Применяется в виде встроенной функции в текстовых редакторах, СУБД, поисковых машинах, языках программирования и т. п.
В задачах поиска традиционно принято обозначать шаблон поиска как needle (с англ. — «иголка»), а строку, в которой ведётся поиск — как haystack (с англ. — «стог сена»). Также обозначим через Σ алфавит, на котором проводится поиск.

## Несостоятельность примитивного алгоритма
Если считать, что строки нумеруются с 1, простейший алгоритм (англ. brute force algorithm, naïve algorithm) выглядит так.
```
for i=0...|haystack|-|needle|
  for j=0...|needle|
    if haystack[i+j + 1]<>needle[j] 
      then goto 1
  output("Найдено: ", i+1)
  1:
```

Простейший алгоритм поиска даже в лучшем случае проводит |haystack|−|needle|+1 сравнение; если же есть много частичных совпадений, скорость снижается до O(|haystack|·|needle|).
Доказано, что примитивный алгоритм отрабатывает в среднем 2h сравнений.

## Для чего нужно так много алгоритмов?
На сегодняшний день существует огромное разнообразие алгоритмов поиска подстроки. Программисту приходится выбирать подходящий в зависимости от таких факторов.
1. Нужна ли вообще оптимизация, или хватает примитивного алгоритма? Как правило, именно его реализуют стандартные библиотеки языков программирования.
2. «Враждебность» пользователя. Другими словами: будет ли пользователь намеренно задавать данные, на которых алгоритм будет медленно работать? Существуют очень простые алгоритмы, оценка которых O(|haystack|·|needle|) в худшем случае, но на «обычных» данных количество сравнений намного меньше |haystack|. Только в 1990-е годы были созданы алгоритмы, дающие сложность O(|haystack|) в худшем случае и меньше |haystack| в среднем.
3. Грамматика языка может быть недружественной к тем или иным эвристикам, которые ускоряют поиск «в среднем».
4. Архитектура процессора. Некоторые процессоры имеют автоинкрементные или SIMD-операции, которые позволяют быстро сравнить два участка ОЗУ (например, rep cmpsd на x86). На таких процессорах заманчиво применить алгоритм, который просто бы сравнивал needle с haystack — разумеется, не во всех позициях.
5. Размер алфавита. Многие алгоритмы (особенно основанные на сравнении с конца) имеют эвристики, связанные с несовпавшим символом. На больших алфавитах таблица символов будет занимать много памяти, на малых — соответствующая эвристика будет неэффективной.
6. Возможность проиндексировать haystack. Если таковая есть, поиск серьёзно ускорится.
7. Требуется ли одновременный поиск нескольких строк? Приблизительный поиск? Побочные свойства некоторых алгоритмов (Ахо-Корасик, двоичного алгоритма) позволяют такое.

Как правило, в текстовом редакторе достаточно взять самый простой эвристический алгоритм наподобие Бойера — Мура — Хорспула — даже очень медленный ПК справится с поиском за доли секунды. Если же объём текста измеряется гигабайтами, либо поиск запущен на сервере, который обрабатывает множество запросов — приходится выбирать наиболее удачный алгоритм из доступных. Например, программы определения плагиата осуществляют онлайн-проверку, используя алгоритмы поиска подстроки среди большого количества документов, хранящихся в собственной базе.

## Алгоритмы
Для сокращения обозначим:
- |Σ|=σ — размер алфавита.
- |haystack|=H — длина строки, в которой ведётся поиск.
- |needle|=n — длина шаблона поиска.

Вычислительная сложность определяется до первого совпадения. Жирным шрифтом выделены важнейшие с практической точки зрения алгоритмы.

### Основанные на сравнении как «чёрном ящике»
Во всех этих алгоритмах точка, где «иголка» не совпала со «стогом сена», не участвует в принятии решения. Это позволяет использовать стандартные функции сравнения участков памяти, зачастую оптимизированные на ассемблерном уровне под тот или иной процессор.
К этой категории относится и примитивный алгоритм поиска.
| Название                                | Предв. обработка | Сложность | Сложность | Примечания |
| Название                                | Предв. обработка | типичная  | макс.     | Примечания |
| --------------------------------------- | ---------------- | --------- | --------- | --- |
| Примитивный алгоритм                    | Нет              | 2H        | O(Hn)     | |
| Алгоритм Бойера — Мура — Хорспула       | O(n+σ)           | ~ 2H / σ  | O(Hn)     | Упрощённый до предела алгоритм Бойера — Мура; использует только видоизменённую эвристику стоп-символа — за стоп-символ всегда берётся символ haystack, расположенный напротив последнего символа needle. |
| Алгоритм быстрого поиска Алгоритм Санди | O(n+σ)           | <H        | O(Hn)     | Также использует исключительно эвристику стоп-символа — но за стоп-символ берётся символ haystack, идущий за последним символом needle.                                                                  |

### Основанные на сравнении с начала
Это семейство алгоритмов страдает невысокой скоростью на «хороших» данных, что компенсируется отсутствием регрессии на «плохих».
| Название                                           | Предв. обработка | Сложность    | Сложность    | Примечания |
| Название                                           | Предв. обработка | типичная     | макс.        | Примечания |
| -------------------------------------------------- | ---------------- | ------------ | ------------ | --- |
| Алгоритм Рабина-Карпа                              | O(n)             | <H+n         | O(Hn)        | Хеширование позволяет серьёзно снизить сложность в среднем |
| Автоматный алгоритм Алгоритм Ахо-Корасик           | O(nσ)            | = H          | = H          | Строит конечный автомат, который распознаёт язык, состоящий из одной-единственной строки. После небольшой модификации позволяет за один проход по haystack найти одну строку из нескольких. |
| Алгоритм Кнута-Морриса-Пратта                      | O(n)             | ≤ 2H         | ≤ 2H         | Один из первых алгоритмов с линейной оценкой в худшем случае. Модификация алгоритма Ахо-Корасик, строящая автомат неявно на основе префикс-функции.                                         |
| Алгоритм Апостолико-Крошмора                       | O(n)             | < H          | ≤1,5H        | |
| Алгоритм Shift-Or Bitap-алгоритм Двоичный алгоритм | O(n+σ)           | =H·ceil(n/w) | =H·ceil(n/w) | Эффективен, если размер needle (в символах) не больше размера машинного слова (в битах, обозначен как w). Легко переделывается на приблизительный поиск, поиск нескольких строк.            |

### Основанные на сравнении с конца
В этом семействе алгоритмов needle движется по haystack слева направо, но сравнение этих строк друг с другом проводится справа налево. Сравнение справа налево позволяет в случае несовпадения сдвинуть needle не на одну позицию, а на несколько.
| Название                      | Предв. обработка | Сложность | Сложность | Примечания                                                                                                   |
| Название                      | Предв. обработка | типичная  | макс.     | Примечания                                                                                                   |
| ----------------------------- | ---------------- | --------- | --------- | --- |
| Алгоритм Бойера — Мура        | O(n+σ)           | <H        | O(Hn)     | Стандартный алгоритм поиска подстроки в строке. Считается наиболее эффективным алгоритмом общего назначения. |
| Алгоритм Чжу-Такаоки          | O(n+σ²)          | <H        | O(Hn)     | Алгоритм Бойера — Мура, оптимизированный под короткие алфавиты                                               |
| Алгоритм Апостолико-Джанкарло | O(n+σ)           | <H        | ≤1,5H     | Одна из первых попыток получить <H в типичном случае и O(H) в худшем. Очень сложен в реализации.             |
| Турбо-алгоритм Бойера — Мура  | O(n+σ)           | <H        | ≤2H       | Один из наиболее эффективных алгоритмов, не дающих регрессии на «плохих» данных                              |

### Проводящие сравнение в необычном порядке
| Название                                                 | Предв. обработка | Сложность | Сложность | Примечания |
| Название                                                 | Предв. обработка | типичная  | макс.     | Примечания |
| -------------------------------------------------------- | ---------------- | --------- | --------- | --- |
| Непримитивный алгоритм                                   | const            | <H        | O(Hn)     | Простой алгоритм, сравнивающий второй символ, затем начиная с третьего в режиме «чёрного ящика», и, наконец, первый. При n[1]≠n[2] и несовпадении на второй-третьей стадии — сдвиг на 2 вправо. |
| Алгоритм Райты Алгоритм Бойера — Мура — Хорспула — Райты | O(n+σ)           | <H        | O(Hn)     | Эмпирический алгоритм, оптимизированный под английские тексты. Сравнивает последний символ, потом первый, потом средний, потом все остальные; при несовпадении — сдвиг по Хорспулу.             |